# Горень-Дужи
Горень-Дужы — деревня в гмине Барухово Влоцлавского повета Куявско-Поморского воеводства в центральной части севера Польши.